# Ga Tòa thị chính Siheung
Ga Tòa thị chính Siheung (Tiếng Hàn: 시흥시청역, Hanja: 始興市廳驛) là ga tàu điện ngầm trên Tuyến Seohae nằm ở Gwangseok-dong, Siheung-si, Gyeonggi-do. Trong tương lai, nhà ga này sẽ là ga trung chuyển của Tuyến Gyeonggang và một nhánh của Tuyến Sinansan được lên kế hoạch

## Lịch sử
- 21 tháng 10 năm 2013: Công bố kinh doanh tuyến đường sắt và quyết định đặt tên ga là Ga Tòa thị chính Siheung[1]
- 6 tháng 4 năm 2018: Thông báo về bảng khoảng cách đường sắt[2]
- 16 tháng 6 năm 2018: Hoạt động kinh doanh bắt đầu với việc khai trương Tuyến Seohae của Tàu điện ngầm Seoul[3]

## Bố trí ga
| ↑ Sinhyeon         |
| \| S/B             |
| Siheung Neunggok ↓ |

| Hướng Bắc | ● Tuyến Seohae | ← Hướng đi Sincheon · Sosa · Sân bay Quốc tế Gimpo · Daegok |
| Hướng Nam | ● Tuyến Seohae | → Hướng đi Siheung Neunggok · Seonbu · Choji · Wonsi →      |

## Xung quanh nhà ga
- Trung tâm trung chuyển phức hợp (dự kiến)
- Tòa thị chính Siheung
- Công viên Tòa thị chính Siheung
- Trung tâm an toàn 119 Yeonseong
- Trung tâm phúc lợi hành chính Yeonseong-dong
- Trung tâm việc làm thành phố Siheung
- Bệnh viện chuyên khoa cao cấp Siheung Gyeonggi-do
- Giao lộ Dundae
- Công viên tiền sử Neunggok
- Trường trung học Siheung Neunggok
- Trường tiểu học Seungji
- Trường tiểu học Siheung Janghyeon
- Hội đồng thành phố Siheung

## Thư viện

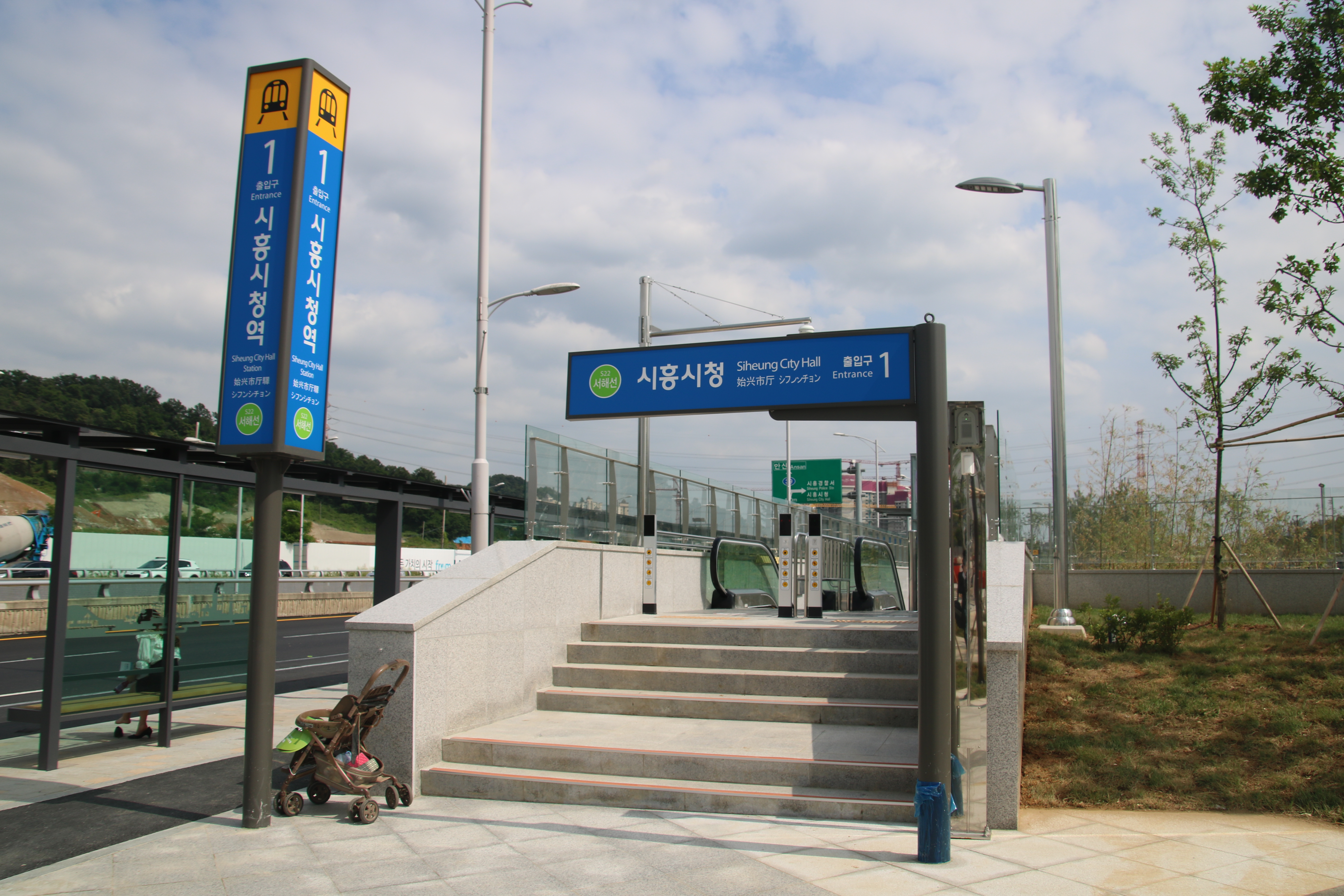
Lối ra số 1
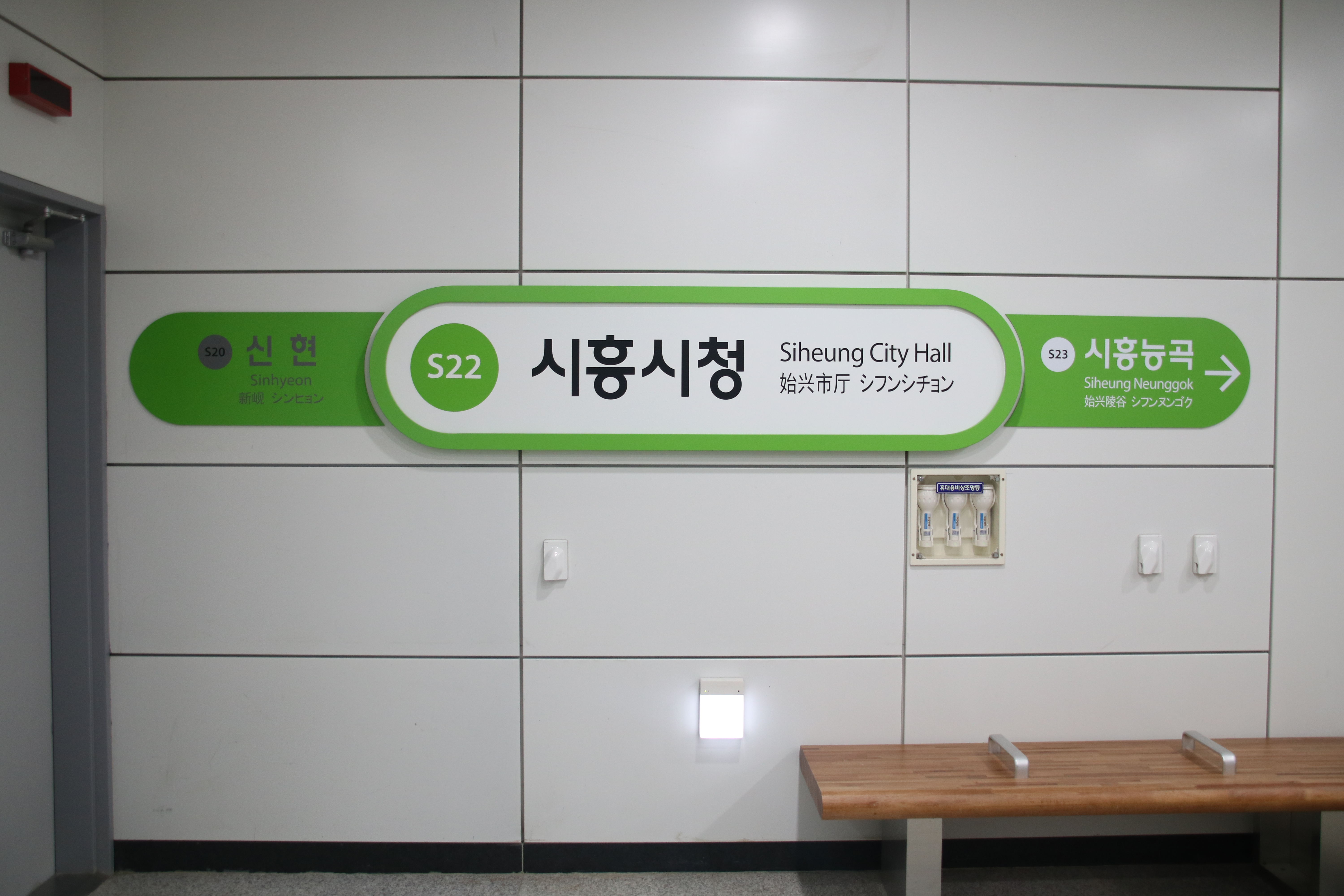
Bảng tên ga
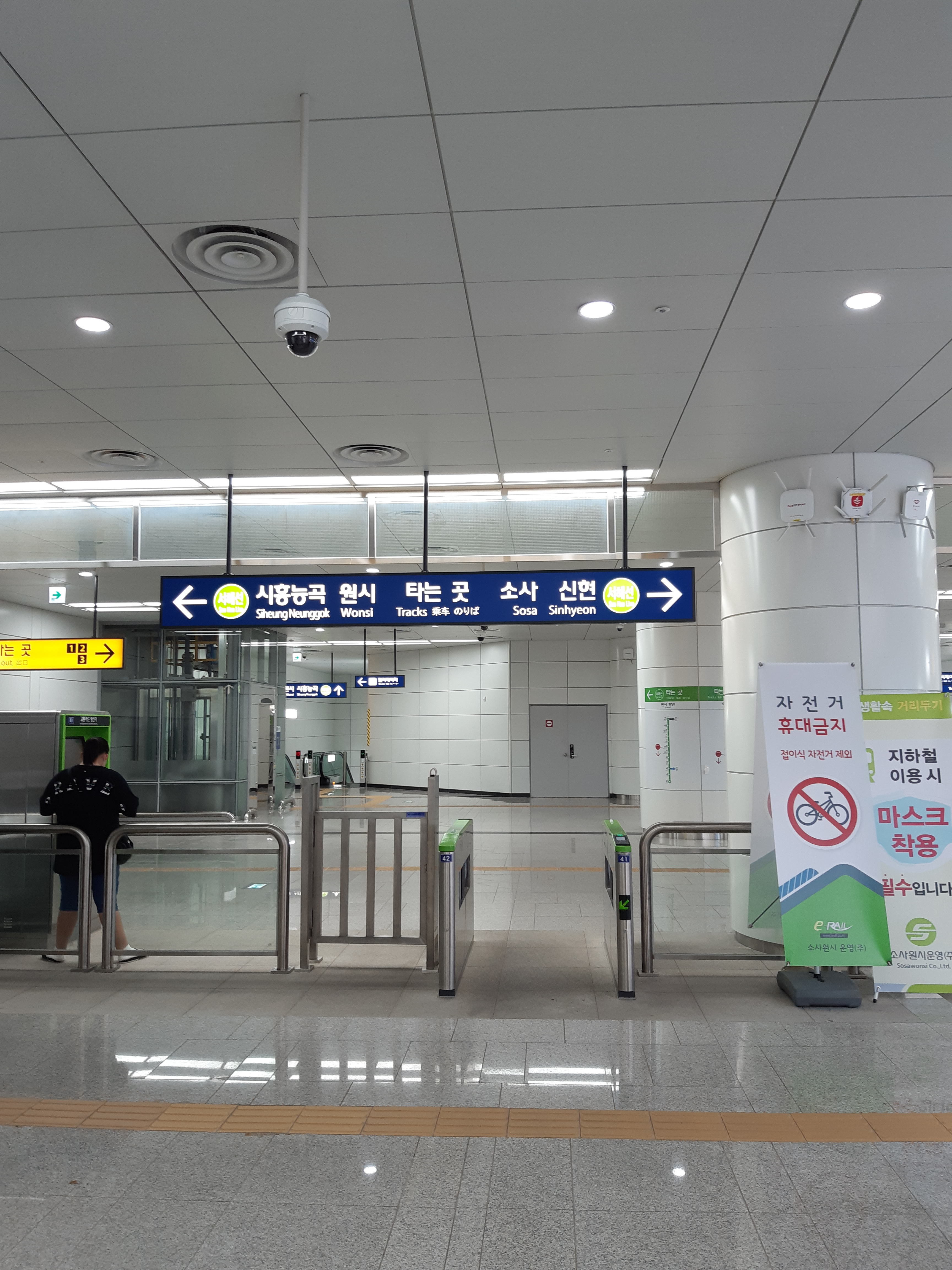
Cửa soát vé